# Николе
Николе́ (фр. Nicolet) — город в Квебеке (Канада), расположенный в графстве Николе-Ямаска, главным городом которого он является, и в области Центр Квебека.